# 坎波德米拉
坎波德米拉，是西班牙巴伦西亚自治区阿利坎特省的一个市镇。总面积22km2，总人口410人（2001年），人口密度19人/km2。